# Johann Georg von Tettau

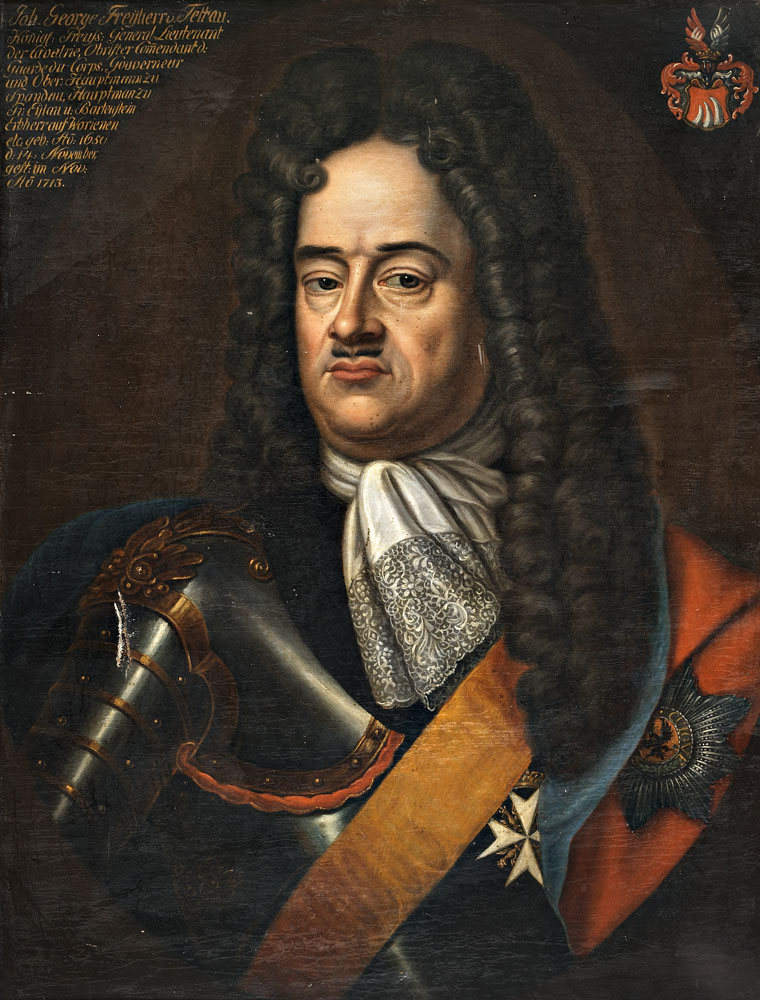
Johann Georg von Tettau

Johann Georg von Tettau (* 4. November 1650 in Königsberg in Preußen; † 22. Dezember 1713 in Berlin) war ein königlich-preußischer Generalleutnant und Kammerherr. Er war Ritter des Schwarzen Adlerordens und Kommandeur der Gardes du Corps, sowie Gouverneur und Oberhauptmann von Spandau. Zudem war er Amtshauptmann von preußisch Eylau und Bartenstein, sowie Erbherr der Worinschen Güter.
Seine Eltern waren Georg Abel von Tettau (* 5. Oktober 1618; † 25. November 1677) und dessen Frau Catharina Barbara von Lehndorff (* 22. Januar 1629; † 29. November 1667).

## Leben
Im Jahre 1673 tritt er der brandenburger Armee bei. Nach dem Schwedeneinfall 1674/75 nimmt er an den Kämpfen in Pommern teil. Er kämpft u. a. in der Schlacht bei Fehrbellin. Am 17. Oktober 1689 wird er Kommandeur der Trabanten-Leibgarde (ab 1692 Garde du Korps). Am 27. Juni 1695 war er Oberst, als er zum wirklichen Kammerherren bestellt wurde. 1696 wurde er Chef des Regiments Wangenheim. 1697 wurde er zum Generalmajor ernannt und 1703 zum Generalleutnant. Bereits im Jahr 1701 erhielt er bei der Krönung von König Friedrich I. den Schwarzen Adlerorden. Am 20. September 1702 wurde er Gouverneur der Zitadelle Spandau. Am 30. Dezember 1704 wurde er auch Chef der Leibkompanie der Gardes du Corps und Amtshauptmann zu Preußisch Eylau und Bartenstein. Am 4. März 1713 wird er pensioniert und erhält als Oberst und Kommandeur der Gardes du Corps monatlich 150 Taler Pension.
Er war an den Feldzügen in Ungarn beteiligt und begleitete den Kurfürsten im Holländischen Krieg bei seinem Rheinfeldzug.
In seiner Position als Kammerherr war Tettau auch für große Feierlichkeiten zuständig, so zum Beispiel 1700 für die Hochzeit des Erbprinzen von Kassel, 1706 für die Hochzeit des Kronprinzen und 1708 der dritten Hochzeit des Königs. Auch handfeste Dinge wie 1697 die Verhaftung des Ministers Dankelmann oder 1710 die Verhaftung des Ministers von Wittgenstein gehörten zu seinen Aufgaben. Er starb am 22. Dezember 1713 und wurde am 30. Dezember in der Nikolaikirche in Spandau beerdigt.

## Familie
Er heiratete am 6. Mai 1683 in Potsdam Eva von Wreech (* 1669; † 12. April 1705) aus dem Haus Büssow. Der General Joachim Friedrich von Wreech war ihr Bruder. Sie war ein kurfürstliches Kammerfräulein und die Hochzeit fand in Gegenwart des ganzen Hofes statt. Als sie starb, hatte das Paar zwei Söhne und zwei Töchter.
- Henriette (* 15. Dezember 1687; † 30. August 1761) ⚭ 7. August 1707 Thomas Christian von Berlepsch (* 1668; † 21. November 1752)
- Sophie Louise (* 28. August 1688; † 20. Februar 1725 in Lütetsburg) ⚭ 1706 Franz Ferdinand von Inn- und Knyphausen (* 1673; † 30. August 1725 in Lütetsburg) Präsident der ostfriesischen Ritterschaft

Seine zweite Frau war Sophie Hedwig von Mardefeld (* 26. Februar 1662 zu Demmin; † 27. September 1733 in Berlin). Sie war die Tochter des schwedischen Generalfeldmarschalls Konrad von Mardefeld und war zunächst mit dem General Heinrich Hallard genannt Elliot (1620–1681), dann mit Oberst Moritz Friedrich von Schwerin (1652–1686), schließlich mit Legationsrat Lorenz Georg von Krockow (1638–1702) verheiratet. Der spätere Feldmarschall Adrian Bernhard von Borcke (1668–1741) wurde so sein Schwiegersohn.